# Mont-Royal
Mont-Royal (engl. Mount Royal) ist eine Gemeinde im Südwesten der kanadischen Provinz Québec. Sie liegt auf der Île de Montréal und bildet eine Enklave innerhalb von Montreal. Die Stadt hat eine Fläche von 7,53 km² und zählt 20.276 Einwohner (Stand: 2016).

## Geographie
Mont-Royal liegt im zentralen Teil der Île de Montréal, an der Nordwestseite des 233 Meter hohen Montrealer Hausberges Mont Royal. Die Gemeinde ist fast vollständig vom Gebiet der Stadt Montreal umschlossen, und zwar von den Stadtbezirken Villeray–Saint-Michel–Parc-Extension, Côte-des-Neiges–Notre-Dame-de-Grâce, Outremont und Saint-Laurent. Im Süden besteht eine kurze Grenze zu Côte-Saint-Luc. Hauptachsen der Stadt sind eine Eisenbahnlinie in Ost-West-Richtung sowie zwei diagonal dazu verlaufende Hauptstraßen, die sich am Bahnhof an einem ovalen Park kreuzen. Das Stadtzentrum Montreals ist rund acht Kilometer entfernt.

## Geschichte
Die Gründung Mont-Royals geht auf Pläne von Frederick Todd zurück, der im Auftrag der Canadian Northern Railway am Fuße des Mont Royal eine Modellstadt errichtete. Diese sollte den Prinzipien des Stadtplaners Ebenezer Howard und der City-Beautiful-Bewegung folgen. Die Bahngesellschaft kaufte landwirtschaftlich genutztes Land und parzellierte es. Um die Besiedlung anzukurbeln, errichtete sie den 4,8 km langen Mont-Royal-Eisenbahntunnel unter dem Berg hindurch ins Stadtzentrum von Montreal. Die Gründung der Stadt Mont-Royal erfolgte am 21. Dezember 1912, der Tunnel wurde am 21. Oktober 1918 eröffnet.
Am 1. Januar 2002 wurden 27 Gemeinden auf der Insel mit Montreal fusioniert. Besonders in Gemeinden mit einem hohen Anteil an Englischsprachigen regte sich Widerstand, da diese Maßnahme von der Provinzregierung der separatistischen Parti Québécois angeordnet worden war. Ab 2003 stellte die Parti libéral du Québec die Regierung und versprach, die Gemeindefusionen rückgängig zu machen. Am 20. Juli 2004 fanden in 22 ehemaligen Gemeinden Referenden statt. In Mont-Royal sprachen sich 81,8 % der Wahlbeteiligten für die Trennung aus. Die Gemeinde wurde am 1. Januar 2006 neu gegründet, musste aber zahlreiche Kompetenzen an den Gemeindeverband abtreten.

## Bevölkerung
Gemäß der Volkszählung 2011 zählte Mont-Royal 19.503 Einwohner, was einer Bevölkerungsdichte von 2546,1 Einw./km² entspricht. 44,0 % der Bevölkerung gaben Französisch als Hauptsprache an, der Anteil des Englischen betrug 21,6 %. Als zweisprachig (Französisch und Englisch) bezeichneten sich 1,6 %, auf andere Sprachen und Mehrfachantworten entfielen 32,8 %. Zu den bedeutendsten nichtoffiziellen Hauptsprachen gehörten Arabisch (6,9 %), Griechisch (3,0 %), Italienisch (3,0 %) und Vietnamesisch (2,9 %). Ausschließlich Französisch sprachen 11,7 %, ausschließlich Englisch 9,8 %. Im Jahr 2001 waren 53,2 % der Bevölkerung römisch-katholisch, 12,0 % jüdisch, 10,9 % orthodox, 6,0 % protestantisch, 5,5 % muslimisch und 7,6 % konfessionslos.

## Wirtschaft und Infrastruktur
Das Gewerbegebiet am südwestlichen Ortsende Mont-Royals bedeckt eine Oberfläche, die 40 % des gesamten Gemeindegebiets entspricht. Aufgrund der dichten Bebauung müssen für neue Betriebe existierende Gewerbeflächen nachverdichtet oder umgewandelt werden. Neben einigen Inneneinrichtern nahe dem Eingang zum Gewerbegebiet verfügt Mont-Royal auch über eine Vielzahl von Ladengeschäften für Dinge des täglichen Bedarfs.

### Verkehr
Die wichtigsten Verkehrsadern Mont-Royals sind zwei Autobahnen, die Autoroute 15 und die Autoroute 40. Die Stadt besitzt zwei Bahnhöfe an der exo-Vorortslinie zwischen dem Montrealer Hauptbahnhof und Deux-Montagnes. Der Bahnhof Mont-Royal bildet das eigentliche Zentrum der Stadt, während der Bahnhof Canora am Westportal des Mont-Royal-Tunnels liegt. Die Strecke ist zurzeit stillgelegt und wird 2023/24 durch das Réseau express métropolitain ersetzt. Mehrere Buslinien der Société de transport de Montréal stellen Verbindungen mit den Nachbargemeinden und dem Zentrum von Montreal her.

### Ansässige Unternehmen
Seit 2007 hat die kanadische Einzelhandelskette Dollarama ihren Hauptsitz in Mont-Royal.